# Лабио-палатализация
Лабио-палатализованный звук — это звук, у которого одновременно присутствует лабиализация и палатализация в качестве вторичной артикуляции. Как правило, лабиализация (огубленность) при этом реализуется в форме сжимания губ, как у звука [y], а не выпячивания губ, как у звука [u]. В МФА для этой вторичной артикуляции используется надстрочный диакритический знак ⟨ᶣ⟩, используемый также для обозначения лабио-палатального аппроксиманта ⟨ɥ⟩. В языках, где такие звуки образуют единый класс с другими лабиализованными согласными, они могут обозначаться как лабиализованные палатальные согласные: например, звук [ɕʷ] = [ɕᶣ] в абхазском языке или [ɲʷ] = [nᶣ] в языке акан.
Лабио-палатальный аппроксимант [ɥ], хотя и встречается в северном диалекте китайского языка и во французском языке, является редким звуком, так как его наличие обычно зависит от присутствия передних огубленных гласных, таких как [ø] и [y], которые сами по себе не часты. Однако в некоторых языках Кавказа и Западной Африки лабио-палатальный аппроксимант и лабио-палатализованные согласные могут встречаться и при отсутствии передних огубленных гласных, как например в абхазском языке, либо как аллофоны лабиализованных согласных перед /i/, например звук [tɕᶣ] в названии языка тви. В русском языке звуки [o] и [u] вызывают лабиализацию (огубление) любого из предшествующих согласных, включая палатализованные согласные, и комбинация двух вторичных артикуляций реализуется как лабио-палатализация, как например в слове нёс [nᶣos].

## Лабио-палатальные согласные
Настоящие лабио-палатальные согласные с двойным местом образования, такие как [c͡p, ɟ͡b, ɲ͡m], теоретически возможны. Однако наиболее близкими к ним звуками, встречающимися в языках мира, являются лабио-постальвеолярные согласные в языке йеле Папуа — Новой Гвинеи, которые иногда транскрибируются как лабио-палатальные.